# Paropulopa lineata
Paropulopa lineata är en insektsart som beskrevs av Franz Xaver Fieber 1866. Paropulopa lineata ingår i släktet Paropulopa och familjen dvärgstritar. Inga underarter finns listade i Catalogue of Life.